# Gammel Vartov Vej
Gammel Vartov Vej er en ca. 500 meter lang gade på Ydre Østerbro. Det er en sidevej til Strandvejen, hvorfra den mod vest fortsætter til Ryvangs Allé og S-togsskinnerne. Gl. Vartovvej er en af tværvejene i det aflange Ryvangskvarter, der strækker sig mellem Strandvejen, Ryvangs Allé og Tuborgvej.
Gaden er navngivet omkring 1904 efter en gammel bebyggelse, Vartov. Ejendommen var i 1500-tallet en kongsgård, men blev i 1606 overdraget Det københavnske Helligåndshospital, som tog sig af fattige og syge. Placeringen af Helligåndshospitalet så langt uden for København var dog uhensigtsmæssig, og Stiftelsen flyttede omkring 1630 til et nyopført anlæg i en lille skanse ved Trianglen. Man tog navnet Vartov med, og har bibeholdt navnet for denne stiftelse i de følgende lokaliteter.
Navnet Vartov stammer fra den nedertyske imperativ (bydemåde) ware-to, der betyder ”pas på” eller "giv agt". Ifølge Ordbog over det Danske Sprog blev ware-to (varto) brugt som jagtråb, når jægerne skulle underrettes om, at de kunne vente løbende vildt. Imperativnavne stammer typisk fra 1600- og 1700-tallet og er ofte navne på kroer eller enlige huse. Kendte navne er Bi-lidt, Sluk-efter og Styrt-om.
I 1950'erne finder man på Gl. Vartov Vej det bedre borgerskab i vejviserne; skuespillerinder, en kunsthandler, en kunstmaler, to tegnere, en overlærer, flere direktører, og sågar en grevinde Moltke (i nr. 28).

## Nævneværdige bygninger i gaden
- Nr. 2: Villa fra 1915 af Axel Preisler og Einar Ambt.
- Nr. 7: Italiens ambassade.
- Nr. 8: Sydafrikas ambassade.
- Nr. 14: Opført 1927 af arkitekt Cornelius Seydner. Er et fint eksempel på nyklassicisme.
- Nr. 16: Opført 1916, tegnet af arkitekt Povl Baumann. Er et fint eksempel på nyklassicisme. Ejendommen var i mange år hovedkvarter for KFUM-Spejderne i Danmark
- Nr. 18: Villa fra 1918 af Niels Rosenkjær, præmieret 1920 af Københavns Kommune.
- Nr. 20: Villa fra 1928, påbegyndt af Niels Rosenkjær og fuldført af Gotfred Tvede
- Nr. 22: Opført 1920, tegnet af arkitekt Aage Rafn og fredet. Huset er et fint eksempel på en nyklassicistisk villa med den pudsige detalje, at der ikke er nogen vinduer ud mod vejen. Her kan man i haveterrænet angiveligt se hvor Frederik 3.s karpedamme har været.
- Nr. 25A-29: Lille Tuborg, boligbebyggelse af Charles I. Schou fra 1933, præmieret af Københavns Kommune.